# Nekopara
Nekopara (Nhật: ネコぱら) là một series visual novel dành cho người lớn được phát triển bởi NEKO WORKs và phát hành bởi Sekai Project. Trò chơi đầu tiên trong series, Nekopara Vol. 1, được phát hành vào tháng 12 năm 2014. Trò chơi lấy bối cảnh là một thế giới nơi con người sống cùng với các nekomimi, họ thường được gọi là "Nekos".
Bản chuyển thể anime OVA dành cho mọi lứa tuổi đã được phát hành trên Steam vào tháng 12 năm 2017; nó đã trở thành một trong những sản phẩm kiếm được nhiều tiền nhất trên Steam vào tháng 12 năm 2017.
Một bộ anime truyền hình chuyển thể của Felix Film được công chiếu từ tháng 1 đến tháng 3 năm 2020. Anime được cấp phép ở các nước nói tiếng Anh bởi Funimation.

## Lối chơi

Ảnh chụp màn hình Nekopara Vol. 2, các nút hiển thị được gom lại về phía bên phải, ngoài ra trên góc phải màn hình có một nút phụ giúp người chơi có thể tương tác với nhân vật

Nekopara là một visual novel theo hướng kinetic novel, vì vậy phần lớn thời gian người chơi sẽ đọc câu chuyện của trò chơi. Nekopara không đưa ra các lựa chọn trong suốt quá trình chơi nên người chơi không có tác động nào ảnh hưởng gì đến câu chuyện. Các nhân vật trong trò chơi được lồng tiếng hoàn toàn (ngoại trừ nhân vật chính) và sử dụng một hệ thống gọi là "E-mote" cho phép các nhân vật có thể chuyển động hoạt hình thay vì hiển thị tĩnh. Nekopara Vol. 0 có thêm một tính năng mới, người chơi có thể nhấp vào nút phía trên bên phải màn hình, sau đó chạm các nhân vật trong trò chơi để tương tác họ. Các nhân vật sẽ phản ứng theo những cách khác nhau tùy thuộc vào vị trí mà người chơi tương tác với chúng.

## Cốt truyện

### Vol. 0
Phần tiền truyện của Vol. 1 cung cấp cái nhìn về hoạt động thường ngày trong cuộc sống của Shigure và sáu nekomimi trong gia đình. Minaduki Kashou gần như không xuất hiện trong trò chơi này.

### Vol. 1
Minaduki Kashou là một đầu bếp đầy tham vọng, anh rời nhà để mở cửa hàng bánh kẹo của riêng mình. Trong khi đang mở thùng đồ trong cửa hàng mới của mình, Kashou phát hiện hai trong số nekomimi của gia đình anh, Chocola và Vanilla, đã chuyển đến cùng với anh bằng cách trốn trong hộp các tông. Sau khi hai người thành công thuyết phục Kashou để họ ở lại và sống với anh, cả ba cùng nhau hợp tác để điều hành cửa hàng La Soleil. Trong câu chuyện, Kashou thỉnh thoảng được em gái Shigure và bốn miêu nhĩ khác thuộc sở hữu của gia đình họ đến thăm.

### Vol. 2
Shigure và bốn nekomimi khác, Azuki, Cinnamon, Maple và Coconut, bắt đầu làm việc tại La Soleil. Phần này chủ yếu tập trung vào Azuki và Coconut và mối quan hệ không mấy tốt đẹp giữa họ. Hai người thường gây gổ với nhau và phải vật lộn để tìm vị trí của mình tại cửa hàng.

### Vol. 3
Phần này tập trung chủ yếu vào Cinnamon và Maple và mối quan hệ bền chặt của họ khi Maple đang cố gắng biến giấc mơ thành hiện thực.

### Vol. 4
La Soleil và gia đình Minaduki chuẩn bị cho ngày Giáng sinh. Phần này chủ yếu tập trung vào Kashou và tìm ra ý nghĩa thực sự của việc nướng bánh đối với anh để anh có thể làm người cố vấn của mình tự hào và nhận được sự đồng ý của cha mình.

### Extra
Diễn ra sáu tháng trước Vol 1, phần này tập trung vào gia đình Minaduki khi Chocola và Vanilla còn nhỏ đang vật lộn để thích nghi với gia đình.

### After
Diễn ra vào những tháng mùa hè, phần này tập trung vào gia đình Minaduki khi họ đến Hawaii và sự nảy nở trong mối quan hệ giữa anh trai Kashou và em gái Shigure cũng như cuộc cạnh tranh tình cảm giữa Shigure và Fraise.

## Nhân vật
Minaduki Kashou (水無月 嘉祥 Minazuki Kashou)
Lồng tiếng bởi: Tachibana Shinnosuke (OVA, TV series), không có lồng tiếng trong các visual novel
Kashou là nhân vật chính của hầu hết các visual novel trong series. Kashou xuất thân trong một gia đình có nhiều đời làm đầu bếp, anh quyết định rời nhà và mở cửa tiệm pâtisserie (tiệm bánh ngọt) của riêng mình bất chấp mong muốn của cha mẹ. Trò chơi tiết lộ rằng Kashou từng đi du học ở Pháp và anh tìm cách tôn vinh người cố vấn của mình bằng cách tập trung tài năng làm bánh của mình vào bánh kẹo kiểu phương Tây, đặt tên tiệm bánh của mình là La Soleil theo tên tiệm bánh của người cố vấn của mình.
Minaduki Shigure (水無月 時雨 Minazuki Shigure)
Lồng tiếng bởi: Nagai Mai (Sakura Emi lồng tiếng trong các visual novel); M.A.O (TV series)
Em gái của Kashou. Cô dường như có tình cảm với anh mình theo cách loạn luân. Cô và anh trai cô là chủ sở hữu của nekomimi của gia đình Minaduki.
Chocola (ショコラ Shokora)
Lồng tiếng bởi: Tomonaga Maki (Himari lồng tiếng trong các visual novel); Yagi Yuki (TV series)
Chocola là một nekomimi tóc nâu, tính tình vui vẻ và tràn đầy năng lượng; cô thường được mô tả là "happy go lucky" (có thể hiểu là: vô tư lự, được đến đâu hay đến đấy) và luôn mô tả mình ở ngôi thứ ba. Cô là chị em song sinh của Vanilla và chuyển đến sống với Kashou sau khi anh ấy bắt đầu mở cửa hàng kinh doanh riêng.
Vanilla (バニラ Banira)
Lồng tiếng bởi: Inokuchi Yuka (Nakamura Amu lồng tiếng trong các visual novel); Saeki Iori (TV series)
Vanilla là một nekomimi tóc trắng, tính tình điềm tĩnh và ít nói. Cô hiếm khi thể hiện cảm xúc của mình, điều này khiến cô ấy trở thành kiểu nhân vật kūdere. Cô yêu người chị song sinh Chocola và thường đi theo Chocola bất cứ nơi nào cô ấy đến. Cô và Chocola là em út trong các miêu nhĩ của gia đình Minaduki.
Coconut (ココナツ Kokonatsu)
Lồng tiếng bởi: Tezuka Ryōko (visual novel) (Tateishi Megumi lồng tiếng cho OVA); Mizutani Marin (TV series)
Coconut là nekomimi nhỏ tuổi thứ ba trong các nekomimi của gia đình Minaduki. Các nhân vật khác khen ngợi cô ấy vì tính cách "ngầu", tuy nhiên cô lại ước mình dễ thương hơn là ngầu. Cô tự ti về bản thân vì sự trăng hoa và tự cho rằng mình thiếu kĩ năng. Cô cũng cố gắng làm nhiều hơn những gì có thể để tỏ ra giống một người chị hơn cũng như để không phải là gánh nặng cho Kashou và các miêu nhĩ khác. Cô mắc chứng loạn sắc tố với mắt phải màu vàng và mắt trái màu xanh lam. Cô là mèo Maine Coon.
Azuki (アズキ Azuki)
Lồng tiếng bởi: Naruse Mia; Izawa Shiori (TV series)
Azuki là nekomimi lớn tuổi nhất trong các nekomimi của gia đình Minaduki. Mặc dù lớn tuổi nhất nhưng cô ấy cũng là người thấp nhất và có một tính cách nghịch ngợm. Tuy nhiên cô đã trở thành miêu nhĩ ca sĩ lớn tuổi nhất bằng việc nỗ lực quản lý và dẫn dắt các em gái của mình khi họ làm việc trong quán cà phê của Kashou. Cô cũng có một tính cách tsundere, hành động châm biếm và cứng rắn để che giấu cảm xúc thực sự của mình đối với mọi người. Cô là mèo Munchkin.
Maple (メイプル Meipuru)
Lồng tiếng bởi: Ogura Yui; Itō Miku (TV series)
Maple là nekomimi lớn tuổi thứ hai trong các nekomimi của gia đình Minaduki. Cô có một tính cách độc lập/trưởng thành, cũng như một dấu hiệu của tsundere vì cô thường không trung thực với bản thân. Cô thích đến các quán cà phê để thử đồ ăn và thức uống khác nhau. Cô khao khát trở thành một ca sĩ nhưng lại bị kìm hãm bởi sự thiếu tự tin của bản thân cũng như viễn cảnh rằng cô sẽ chỉ làm được điều đó vì cô là một miêu nhĩ. Cô là mèo tai quăn Hoa Kỳ.
Cinnamon (シナモン Shinamon)
Lồng tiếng bởi: Okajima Tae (OVA) (Arisaka Uyu lồng tiếng trong các visual novel); Noguchi Yuri (TV series)
Cinnamon là nekomimi lớn tuổi thứ ba trong các nekomimi của gia đình Minaduki. Cô thường giải thích mọi thứ một cách tình dục và cuối cùng trở nên kích thích. Cô có kích thước ngực lớn nhất trong tất cả các nekomimi. Cô là người thân nhất với Maple và vì vậy cô mong muốn được ở bên cạnh Maple để hỗ trợ các quyết định trong cuộc sống của cô ấy. Cô là mèo tai cụp với mái tóc màu tím.
Cacao (カカオ Kakao)
Lồng tiếng bởi: Morishima Yūka (chỉ có trên TV series)
Cacao là nhân vật chỉ xuất hiện trong anime. Cô có mái tóc màu xanh bạc hà và luôn đội mũ. Trước đây cô là một miêu nhĩ vô gia cư cho đến khi được Chocola nhận nuôi và đưa vào gia đình Minaduki.
Beignet (ベニエ Benie)
Xuất hiện lần đầu trong Vol. 4, Beignet là một thợ làm bánh sống ở Pháp. Bà là cố vấn của Kashou. Bà cuối cùng đóng cửa tiệm pâtisserie của mình để chu du khắp thế giới và để lại Fraise cho Kashou chăm sóc.
Fraise (フレーズ Furēzu)
Lồng tiếng bởi: Yamamoto Nozomi
Xuất hiện lần đầu trong Vol. 4, Fraise sống cùng với Beignet và giúp bà điều hành cửa tiệm patisserie. Sau khi Beignet quyết định nghỉ hưu, Fraise được giao phó cho Kashou để hỗ trợ anh tại La Soleil, nơi cô chứng tỏ mình là một người rất có năng lực trong công việc và học hỏi nhanh để hỗ trợ mọi người trong nhiệm vụ của họ. Đôi lúc cô có xu hướng hạ thấp thành tích của mình và cảm thấy lạc lõng khi là thành viên mới của gia đình Minaduki. Cô có mái tóc hồng và thường mặc đầm xanh nhạt với sọc trắng. Cô là mèo Ba Tư.

## Lịch sử phát hành
| 2014 | Vol. 1                  |
| 2015 | Vol. 0                  |
| 2016 | Vol. 2                  |
| 2017 | Vol. 3                  |
| 2018 | Extra                   |
| 2019 |                         |
| 2020 | Vol. 4                  |
| 2021 |                         |
| 2022 |                         |
| 2023 |                         |
| 2024 |                         |
| 2025 | After: La Vraie Famille |

Nekopara Vol. 1 được phát hành với hai phiên bản: phiên bản dành cho người lớn không bị kiểm duyệt bao gồm cảnh quan hệ tình dục và ảnh khỏa thân rõ ràng và phiên bản dành cho mọi lứa tuổi được kiểm duyệt trong đó nội dung khiêu dâm bị xóa. Vol 1 được phát hành vào ngày 30 tháng 12 năm 2014.  Một fan disc dành cho mọi lứa tuổi có tiêu đề Nekopara Vol. 0 được phát hành vào ngày 17 tháng 8 năm 2015. Nekopara Vol. 2 được phát hành vào ngày 20 tháng 2 năm 2016 Nekopara Vol. 3 ban đầu dự kiến phát hành vào ngày 28 tháng 4 năm 2017 nhưng sau đó đã bị hoãn đến ngày 26 tháng 5 năm 2017. Không lâu sau khi Vol 3 được phát hành, NEKO WORKs thông báo rằng Vol 4 "sắp ra mắt". Vol 4 sau đó được tiết lộ đã được lên kế hoạch phát hành vào ngày 27 tháng 11 năm 2020.
Nekopara được đưa lên hệ máy PlayStation 4 và Nintendo Switch vào năm 2018.
Một trò chơi spin-off NEKOPALIVE được phát hành trên Steam vào ngày 1 tháng 6 năm 2016.
Một visual novel nhỏ dựa trên thời thơ ấu của Chocola và Vanilla đã được xác nhận là sẽ được sản xuất sau khi đạt được mục tiêu 800.000 đô la trên Nekopara OVA Kickstarter. Sau đó, có thông báo rằng tiêu đề sẽ là Nekopara Extra và được phát hành vào ngày 27 tháng 7 năm 2018.
Ngày 29 tháng 11 năm 2021, NEKO WORKs thông báo trên trang Twitter chính thức của mình rằng trò chơi mới tên là Nekopara After: La Vraie Famille đang trong quá trình phát triển và sẽ ra mắt trong tương lai. Vào ngày 11 tháng 4 năm 2025, trò chơi được thông báo sẽ phát hành vào ngày 23 tháng 5 năm 2025 nhưng bị lùi lại đến ngày 13 tháng 2025 do quá trình đánh giá của Steam bị cản trở.

### Doanh số bán hàng
Tính đến tháng 5 năm 2016, series Nekopara đã bán được hơn 500.000 bản. Đến tháng 4 năm 2017, con số đó đã tăng gấp đôi, vượt qua một triệu bản. Một năm sau, vào tháng 4 năm 2018, series đã bán được hơn 2 triệu bản. Sau hai năm, vào tháng 4 năm 2020, trò chơi đã đạt mốc hơn 3 triệu bản trên Steam. Vào tháng 11 năm 2021, khi thông báo về việc lên kế hoạch cho trò chơi mới, NEKO WORKs cũng thông báo rằng các phiên bản nhượng quyền thương mại của trò chơi đã bán được hơn 5 triệu bản trên toàn cầu.

## Đón nhận
Hardcore Gamer đã cho Nekopara Vol. 1 bài đánh giá tích cực, nói rằng "Nekopara là một visual novel nhẹ nhàng và mượt mà mà những người hâm mộ neko sẽ thích", nhưng lưu ý rằng "một số người có thể bị ảnh hưởng bởi khía cạnh cốt truyện tình dục."
Vào tháng 5 năm 2021, Nekopara là một trong năm tựa anime theo định hướng isekai (cùng với KonoSuba, Về chuyện tôi chuyển sinh thành Slime, Princess Lover!, và Vùng đất thây ma) và đã bị chính phủ Nga đưa ra một lệnh cấm hạn chế đối với việc miêu tả luân hồi của họ.

## Các chuyển thể

Logo Nekopara được sử dụng trong trò chơi và các bản chuyển thể

#### OVA
Vào tháng 6 năm 2016, Sekai Project  đã thông báo rằng họ sẽ thực hiện một chiến dịch Kickstarter để tài trợ cho việc chuyển thể hoạt hình video gốc Nekopara dành cho mọi lứa tuổi.  Chiến dịch ra mắt vào tháng 12 năm 2016 và đã đạt được mục tiêu tài trợ 100.000 đô la Mỹ "chỉ vài giờ" sau khi được phát động. Chiến dịch đã kết thúc trên Kickstarter vào ngày 11 tháng 2 năm 2017 và đã huy động được 963.376 đô la Mỹ từ 9.322 người ủng hộ, tuy nhiên, chiến dịch đã được mở rộng để đạt được mục tiêu cuối cùng. Vào tháng 3 năm 2017, chiến dịch chính thức kết thúc trên dịch vụ "slacker backer" của Sekai Project và đã quyên góp được tổng cộng 1.049.552 đô la Mỹ. Vào tháng 4 năm 2017, Sekai Project thông báo rằng OVA sẽ được phát hành vào ngày 26 tháng 12 năm 2017, tuy nhiên, sau đó đã được chuyển đến ngày 22 tháng 12 năm 2017, do lỗi vận chuyển của Tokyo Otaku Mode, công ty chịu trách nhiệm về hàng hóa vật chất.
Chủ đề opening cho OVA là "Baby → Lady LOVE" của Ray, trong khi đó chủ đề ending là "▲ MEW ▲ △ MEW △ CAKE" của Kotoko.
Bản OVA thứ hai, dựa trên Nekopara Extra, đã được phát hành cùng với visual novel vào ngày 27 tháng 7 năm 2018. Chủ đề ending cho Nekopara Extra là "Symphony" của Luce Twinkle Wink ☆.
| TT.   | Tiêu đề                                                                                                 | Ngày phát hành gốc   |
| ----- | --- | -------------------- |
| OVA–1 | "Nekopara" Chuyển ngữ: "Nekopara OVA" (ネコぱらOVA)                                                     | 22 tháng 12 năm 2017 |
| OVA–2 | "Nekopara OVA Extra" Chuyển ngữ: "Nekopara OVA Koneko no Hi no Yakusoku" (ネコぱらOVA 仔ネコの日の約束) | 27 tháng 7 năm 2018  |

#### Anime truyền hình

Ảnh bìa của anime Nekopara

Trong sự kiện Comiket 95, đã có thông báo rằng một bộ phim truyền hình chuyển thể từ anime đang được sản xuất. Loạt phim được làm bởi Felix Film và được đạo diễn bởi Yasutaka Yamamoto với Gō Zappa xử lý phần dàn dựng, Yuichi Hirano thiết kế các nhân vật và Akiyuki Tateyama soạn nhạc. Tập đầu tiên của anime truyền hình được công chiếu tại Anime Expo 2019 vào ngày 6 tháng 7 năm 2019, hai tập đầu tiên được phát sóng tại một sự kiện đặc biệt ở Tokyo vào ngày 24 tháng 12 năm 2019. Loạt phim được khởi chiếu từ ngày 9 tháng 1 năm 2020 đến ngày 26 tháng 3 năm 2020 trên AT-X, Tokyo MX và BS11. Chủ đề opening cho anime là "Shiny Happy Days" bởi Yuki Yagi, Iori Saeki, Shiori Izawa, Miku Itō, Yuri Noguchi, và Marin Mizutani, và chủ đề ending là "Yōdamari no Kaori" (陽だまりの香り) bởi Yagi và Saeki. Bộ phim đã phát sóng được 12 tập. Funimation đã mua lại bộ truyện để phân phối các quốc gia ở Bắc Mỹ, British Isles và Australasia, phát trực tuyến series trên FunimationNow, Wakanim và AnimeLab, đồng thời sản xuất bản phiên bản được lồng tiếng Anh cho bộ anime. Loạt phim này được phát sóng ở Đông Nam Á trên Aniplus Asia. Bộ anime được Funimation phát hành cho Blu-Ray vào ngày 18 tháng 5 năm 2021.
| TT. | Tiêu đề | Ngày phát hành gốc  |
| --- | --- | ------------------- |
| 1   | "Welcome to La Soleil!" Chuyển ngữ: "Yōkoso, Ra Soreiyu e!" (ようこそ、ラ・ソレイユヘ！)                   | 9 tháng 1 năm 2020  |
| 2   | "A Lost Kitten?" Chuyển ngữ: "Maigo no Koneko-chan?" (迷子の仔ネコちゃん？)                                | 16 tháng 1 năm 2020 |
| 3   | "The One My Mind" Chuyển ngữ: "Ki ni Naru Ano Ko" (気になるあの子)                                         | 23 tháng 1 năm 2020 |
| 4   | "The First Time...!" Chuyển ngữ: "Hajimete no...!" (はじめての...！)                                       | 30 tháng 1 năm 2020 |
| 5   | "Cacao's Adventure" Chuyển ngữ: "Kakao no Bōken" (カカオの冒険)                                            | 6 tháng 2 năm 2020  |
| 6   | "Battles Without Honor and Cat-Humanity!" Chuyển ngữ: "Jingi Nyaki Tatakai!" (仁義ニャき戦い！)            | 13 tháng 2 năm 2020 |
| 7   | "House-Sitting Cats" Chuyển ngữ: "Nekotachi no Orushuban" (ネコたちのお留守番)                             | 20 tháng 2 năm 2020 |
| 8   | "The Melancholy of Shigure" Chuyển ngữ: "Shigure no Yūutsu" (時雨の憂鬱)                                   | 27 tháng 2 năm 2020 |
| 9   | "True Feelings" Chuyển ngữ: "Honto no Kokoro" (ホントノココロ)                                             | 5 tháng 3 năm 2020  |
| 10  | "Oh No! Bell Renewal Exams" Chuyển ngữ: "Nyagān! Suzu no Kōshin Shiken" (ニャがーん！鈴の更新試験)         | 12 tháng 3 năm 2020 |
| 11  | "Cacao Repays Her Debts" Chuyển ngữ: "Kakao no Ongaeshi" (カカオの恩返し)                                  | 19 tháng 3 năm 2020 |
| 12  | "Summer Beach Cat Paradise!" Chuyển ngữ: "Natsu da! Umi da! Nekoparadaisu!" (夏だ！海だ！ネコぱらだいす！) | 26 tháng 3 năm 2020 |

### Manga
Một bộ manga chuyển thể được minh họa bởi Tam-U hiện đang được đăng trên tạp chí Dengeki G.'s Comic. Manga bắt đầu được đăng trên tạp chí Dengeki G's Comic số tháng 7 vào ngày 30 tháng 5 năm 2018. Tại Anime Expo 2018, Sekai Project thông báo rằng họ sẽ phát hành manga kỹ thuật số bản tiếng Anh với chương đầu tiên dự kiến phát hành vào tháng 8 năm 2018.

### Trò chơi di động
Vào năm 2019, một trò chơi di động được chuyển thể từ series, Nekoparaiten!, được công bố; trò chơi dự kiến phát hành vào năm 2020. Những người tạo ra nó mô tả Nekoparaiten! là một trò chơi "mô phỏng lãng mạn".